# منیر بوقدیده
منیر بوقدیده (عربی: منير بوقديدة؛ زادهٔ ۲۴ اکتبر ۱۹۶۷) یک بازیکن فوتبال اهل تونس است.
وی همچنین در تیم ملی فوتبال تونس بازی کرده‌است.